# Distrito judicial de Arequipa
El distrito judicial de Arequipa es una división administrativa del Poder Judicial del Perú. Tiene como sede la ciudad de Arequipa y su competencia se extiende a las provincias que conforman el departamento de Arequipa.

## Historia
El antecedente del distrito judicial fue la Corte Superior de Justicia de Arequipa que fue creada por decreto expedido por Simón Bolívar el 1 de febrero de 1825 y se instaló el 27 de julio del 1825. Su primer presidente fue Felipe Antonio de la Torre y sus primeros vocales, los señores Mariano Esteban de la Llosa, José Sánchez de la Barra, Mariano Blas de la Fuente y Manuel Ascencio Cuadros.

## Conformación
Actualmente, es una de las Cortes más grandes del País, cuenta con 11 Salas Superiores; 14 Juzgados Civiles; 27 Penales; 8 Juzgados de Familia; 12 Juzgados Laborales; 13 Juzgados Mixtos, 24 Juzgados de Paz Letrado y 233 Juzgados de Paz.

## Jurisdicción
El distrito judicial de Arequipa tiene jurisdicción sobre el departamento de Arequipa y las provincias que lo conforman.